# Rosmalense Plas
Rosmalense Plas, ook wel Empelse Plas of Empels Gat genoemd, is een binnenmeer gelegen aan de Empelseweg in Rosmalen, in de Nederlandse provincie Noord-Brabant. Het diepe water is ontstaan door zandwinning. Het meer is in het begin van de 20e eeuw gegraven. Ook in de jaren 1990 is de plas gebruikt nog als zandwinlocatie.
Het water functioneert als recreatieplas voor wandelaars, zonnebaders en zwemmers. Er is geen officieel zwembad. Een duikvereniging gebruikt de plas voor haar hobby. Het meer heeft geen verbinding met open water.
In het verleden startte de Triathlon van Rosmalen bij het meer.
Van 1979 tot de opheffing in 2004 bevond zich hier de surfvereniging Surfclub Loefing '79. In de beginperiode van deze windsurfclub vonden hier vele wedstrijden en evenementen plaats.

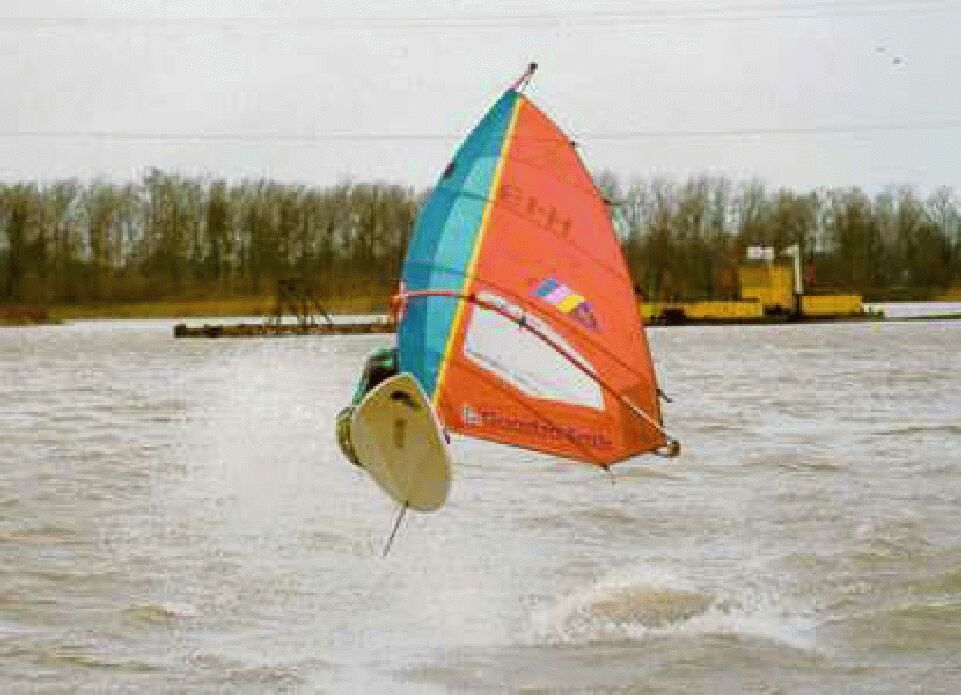
Windsurfen in 1994 met zandwinning op de achtergrond